# トッレ・ディーゾラ
トッレ・ディーゾラ（イタリア語: Torre d'Isola）は、イタリア共和国ロンバルディア州パヴィーア県にある、人口約2,400人の基礎自治体（コムーネ）。

## 地理

### 位置・広がり
パヴィーア県北部に位置するコムーネで、町域はティチーノ川左岸（北岸）に沿って広がる。トッレ・ディーゾラの集落は、県都パヴィーアから西北西へ7km、州都ミラノから南南西へ29km、ノヴァーラから南東へ43kmの距離にある。

#### 隣接コムーネ
隣接するコムーネは以下の通り。
- ベレグアルド
- カルボナーラ・アル・ティチーノ
- マルチニャーゴ
- パヴィーア
- トリヴォルツィオ
- ゼルボロ

### 気候分類・地震分類
気候分類では、zona E, 2619 GGに分類される。
また、イタリアの地震リスク階級 (it) では、zona 3 (sismicità bassa) に分類される
。

## 行政

### 分離集落
以下の分離集落がある。
- San Varese, Sette Filagni, Casottole, Massaua, Carpana, Campagna, Cà de Vecchi, Boschetto, Villaggio dei Pioppi, Brughiere, Mulino della Valle, Cascina Grande, Santa Sofia e Frutteto, Brughiera, Cascina Grande, Cassineta

## 交通

### 道路
市域北西端をミラノとジェノヴァを結ぶアウトストラーダ A7が走っており、ベレグアルド・ジャンクションが設けられている。市域内には、A7とパヴィーアとを結ぶアウトストラーダ A53が走っており、複数の出口がある。
- アウトストラーダ A7
〔ミラノ〕 - ベレグアルドJCT - 〔ジェノヴァ〕
- アウトストラーダ A53
ベレグアルドJCT - トッレ・ディーゾラ - 〔パヴィーア